# Liste der Premierminister von Jamaika
Diese Liste führt die Premierminister von Jamaika auf.

## Chief Minister
| Name                             | Lebensdaten | Amtszeit                         | Partei |
| -------------------------------- | ----------- | -------------------------------- | ------ |
| Sir William Alexander Bustamante | 1884–1977   | 5. März 1953 – 2. Februar 1955   | JLP    |
| Norman Washington Manley         | 1893–1969   | 2. Februar 1955 – 29. April 1962 | PNP    |

## Premierminister
| Name                             | Lebensdaten | Amtszeit                              | Partei |
| -------------------------------- | ----------- | ------------------------------------- | ------ |
| Sir William Alexander Bustamante | 1884–1977   | 29. April 1962 – 22. Februar 1967     | JLP    |
| Sir Donald Burns Sangster        | 1911–1967   | 22. Februar 1967 – 11. April 1967     | JLP    |
| Hugh Lawson Shearer              | 1923–2004   | 11. April 1967 – 1. März 1972         | JLP    |
| Michael Norman Manley            | 1924–1997   | 2. März 1972 – 1. November 1980       | PNP    |
| Edward Philip George Seaga       | 1930–2019   | 1. November 1980 – 13. Februar 1989   | JLP    |
| Michael Norman Manley            | s. o.       | 13. Februar 1989 – 28. März 1992      | PNP    |
| Percival Noel James Patterson    | * 1935      | 30. März 1992 – 30. März 2006         | PNP    |
| Portia Simpson-Miller            | * 1945      | 30. März 2006 – 11. September 2007    | PNP    |
| Bruce Golding                    | * 1947      | 11. September 2007 – 23. Oktober 2011 | JLP    |
| Andrew Holness                   | * 1972      | 23. Oktober 2011 – 5. Januar 2012     | JLP    |
| Portia Simpson-Miller            | * 1945      | 5. Januar 2012 – 3. März 2016         | PNP    |
| Andrew Holness                   | * 1972      | 3. März 2016 – amtierend              | JLP    |